# 楚山郡
楚山郡（チョサンぐん、そざんぐん）は、朝鮮民主主義人民共和国慈江道に位置する郡。中華人民共和国との国境地帯にある。

## 位置
楚山郡の南側には江南山脈があって北は鴨緑江である。鴨緑江を渡れば中国の満洲地域である。一番高い山は海抜1079mの南海泰山である。
国道第3番線の終点区間が楚山郡に位置している。

## 気候
気候は大陸性気候であり、夏は暑く、冬は寒い。北朝鮮の最高気温に記録された41℃は1961年7月に楚山郡で記録された。

## 歴史
日本統治下までは 平安北道に属していたが1949年に行政区域改編で慈江道が新設され、編入された。
朝鮮戦争中の1950年10月26日に大韓民国国軍が北進し、楚山郡にまで至ったが、まもなく中国人民志願軍の参戦で後退した。
1999年にはこの地域で高句麗古墳群が発掘された。

### 年表
この節の出典
- 1914年4月1日 - 郡面併合により、平安北道楚山郡に以下の面が成立。(11面)
  - 郡面・東面・西面・城面・南面・古面・豊面・板面・松面・江面・桃源面
- 1918年 - 郡面が楚山面に改称。(11面)
- 1939年 - 西面・城面が合併し、城西面が発足。(10面)
- 1940年 - 城西面の一部が楚山面に編入。(10面)
- 1945年(光復直後) - 城西面が楚山面、碧潼郡吾北面・雩時面に分割編入。(9面)
- 1949年1月 - 平安北道の分割により、慈江道楚山郡となる。(9面)
- 1952年12月 - 郡面里統廃合により、慈江道楚山郡南面・楚山面・東面、渭原郡西泰面の一部地域をもって、楚山郡を設置。楚山郡に以下の邑・里が成立。(1邑20里)
  - 楚山邑・央土里・雲坪里・水砧里・瓦仁里・直里・蓮舞里・龍上里・安賛里・亀龍里・新楊松里・花薪里・化建里・蓮豊里・梨山里・新倉里・亀坪里・下倉里・忠上里・松廟里・章吐里
- 1954年10月 - 下倉里の一部が雩時郡雩時邑に編入。(1邑20里)
- 1961年 (1邑18里)
  - 新倉里が古豊郡に編入。
  - 下倉里が雩時郡に編入。

## 産業
概して山間地域が多くて畑作をしている。養蜂も主要産業の一つである。全体面積の76.1%が森林地帯で、丸太生産もしている。

## 行政区域
現在楚山郡には1邑と18里がある。
- 楚山邑（チョサヌプ）
- 央土里（アントリ）
- 雲坪里（ウンピョンニ）
- 水砧里（スチムニ）
- 瓦仁里（ワインニ）
- 直里（チンニ）
- 蓮舞里（リョンムリ）
- 龍上里（リョンサンニ）
- 亀龍里（クリョンニ）
- 新楊松里（シニャンソンニ）
- 花薪里（ファシンニ）
- 化建里（ファゴンニ）
- 蓮豊里（リョンプンニ）
- 梨山里（リサンニ）
- 亀坪里（クピョンニ）
- 忠上里（チュンサンニ）
- 松廟里（ソンミョリ）
- 章吐里（チョントリ）
- 安賛里（アンチャンニ）